# Melfort
Melfort är en stad i Saskatchewan i Kanada. Staden kallas också för Norrskensstaden på grund av att norrskenet ofta syns på himlen.

## Historia
Blott 2 kilometer nordväst om ortens läge i dag, vid Stoney Creeks bankar, slog sig bosättarna ner innan de fick flytta på sig i samband med bygget av CNR.
Melfort namngavs för att hedra Fru Reginald Beatty (född Mary Campbell, 1856–1916), gift med en av bosättare (1884). Hon var född på egendomen, söder om Oban, i Argyllshire i Skottland.
Första postkontoret på platsen öppnades den 1 augusti 1892.

### Fotnoter
1. ↑  Melfort at GeoNames.Org (cc-by); post uppdaterad 2008-04-11; databasdump nerladdad 2015-12-29
2. ↑  ”City of Yorkton - History and Folklore Summary - 1890 to 1899”. 1995-2009. Arkiverad från originalet den 7 januari 2019. https://web.archive.org/web/20190107082853/http://www.yorkton.ca/history/yearlysummary/1890-1899.asp. Läst 8 maj 2009.
3. ↑  Barry, Bill (1998) People Places: The Dictionary of Saskatchewan Place Names, p. 236, Regina, Sask: People Places Publishing Ltd., ISBN 1-894022-19-X
4. ↑  ”Item Display Post Offices and Postmasters”. Library and Archives Canada. 31 januari 2007. Arkiverad från originalet den 2 februari 2014. https://web.archive.org/web/20140202140108/http://www.collectionscanada.gc.ca/databases/post-offices/001001-119.01-e.php?&isn_id_nbr=10506&interval=24&&PHPSESSID=jg3hiipvqvq1hjiv06bmqeklq6. Läst 13 augusti 2009.